# Дараб (Фарс)
Дара́б (перс. داراب‎) — город на юге Ирана, в провинции Фарс. Административный центр шахрестана  Дараб. Седьмой по численности населения город провинции.
Дараб — крупный региональный сельскохозяйственный центр, основными возделываемыми культурами которого, являются: пшеница, цитрусовые, хлопок, кукуруза, а также пальма.

## География и климат
Город находится в юго-восточной части Фарса, в горной местности юго-восточного Загроса, на высоте 1 139 метров над уровнем моря.
Дараб расположен на расстоянии приблизительно 210 километров к востоку-юго-востоку (ESE) от Шираза, административного центра провинции и на расстоянии 820 километров к юго-юго-востоку (SSE) от Тегерана, столицы страны. Климат тропический, с небольшим годовым количеством выпадающих осадков (до 395 мм).

## Население
По данным переписи, на 2006 год население составляло 54 513 человек.
| 1986   | 1991   | 1996   | 2006   | 2012   |
| ------ | ------ | ------ | ------ | ------ |
| 33 718 | 41 931 | 48 130 | 54 513 | 58 811 |

## История
Город был основан в период правления династии Ахеменидов. Дараб является первым городом, который был покорён будущим шахиншахом Ардаширом Папаканом.

## Достопримечательности
В окрестностях Дараба расположен ряд рекреационных зон. К востоку от города находится лесной массив, известный как Лайзанган (Layzangan); в 20 километрах западнее — минеральные источники, вокруг которых сложилась зона отдыха Джунджан (Joonjan). Также северо-восточнее Дараба располагается живописный горный хребет Тодадж, самая высокая вершина которого достигает 3150 метров над уровнем моря.